# Émile-Robert Blanchet
Pour les articles homonymes, voir Blanchet.
Émile-Robert Blanchet est un compositeur, alpiniste et musicien vaudois, né le 17 juillet 1877 à Lausanne où il est mort le 27 mars 1943.

## Biographie

### Le musicien
Émile-Robert Blanchet commence ses études dès l'âge de quatre ans sous la direction de son père Charles Blanchet, organiste du Temple de St-François. À 18 ans, il est élève de Gustav Jensen et de Friedrich Wilhelm Franke au conservatoire de Cologne. En 1898, il travaille à Berlin chez Ferruccio Busoni où il suit une carrière de concertiste de 1902 à 1904. 
En 1904, Émile-Robert Blanchet rentre à Lausanne où il se fixe définitivement. Il est nommé professeur du cours supérieur de piano au Conservatoire, dont il est le directeur de 1905 à 1908. Dès 1908 il renonce à cette direction pour se vouer uniquement à l'enseignement, à la composition, à la préparation des concerts et à l'alpinisme, en quelque sorte sa deuxième carrière. Situé dans la ligne des pianistes-compositeurs, il laisse une œuvre réservée à des interprètes accomplis. Son catalogue compte 113 numéros d'opus et à part deux pièces pour violon et piano, une pièce pour orgue et quelques Lieder pour chant et piano, toutes les œuvres de Blanchet ne sont écrites que pour le piano (des exercices techniques, des études de virtuosité, des sonates, des préludes, le Konzertstück pour piano et orchestre, etc.).

### L'alpiniste
Émile-Robert Blanchet est l'un des derniers représentants de l'alpinisme classique et sa renommée d'alpiniste a mieux survécu que sa renommée de compositeur ; en effet, il a laissé son nom à un certain nombre de voies très difficiles et souvent très dangereuses qui demandaient une grande audace. Son activité alpine s'est déroulée de 1901 à 1942. À part quelques ascensions solitaires, Blanchet a toujours grimpé avec des guides, parmi lesquels Armand Charlet, Oskar Supersaxo et Kaspar Mooser. Il gravit tous les sommets suisses dépassant 4 000 m.

## Ascensions
- 1901 - Cime de l'Est (3 178 m)
- 1905 : première de la corne nord-est des Cornes du Chamois[1]
- 1907 : première de la face est directe de la tour Sallière.
- 1922 : première de l'arête sud du Lötschentaler Breithorn (arête Blanchet).
- 1923-1927 :
  - Première ascension de la face nord du Rimpfischhorn
  - Première ascension de la face nord-est du Brunegghorn
  - Première ascension de la corne sud-ouest des Cornes du Chamois[1]
  - Première ascension de la face nord de la pointe de Zinal (3 790 m)
  - Première ascension de la face nord du sommet ouest du Liskamm
  - Deuxième ascension de l'Isolée (ou pointe Blanchet) (4 114 m) et de la pointe Médiane (4 097 m) dans les aiguilles du Diable
  - Conquête de l'arête du Jardin à l'aiguille Verte
- 1928 - Première ascension de la face nord du Fletschhorn
- 1929 - Première ascension de la face sud-est de l'Aletschhorn
- 1930-1942 :
  - Première ascension de la face est du Zinalrothorn
  - Première ascension de la face ouest du Grand Combin
  - Première ascension de la face est du Strahlhorn
  - Ascension solitaire du Weissmies

## Œuvres musicales
- Rhapsodie turque (Mouharebè) pour piano seul, opus 51, Paris, éditions Durand, 1929

## Sources
- « Émile-Robert Blanchet », sur la base de données des personnalités vaudoises sur la plateforme « Patrinum » de la Bibliothèque cantonale et universitaire de Lausanne.
- Jean-Louis Matthey, « Blanchet, Emile-Robert » dans le Dictionnaire historique de la Suisse en ligne, version du 8 novembre 2002.
- Inventaire du fonds musical Emile-Robert Blanchet, 1975
- Dictionnaire des musiciens suisses, Zurich, Atlantis Verlag, 1964, p. 51